# Lejsek bělokrký
Lejsek bělokrký (Ficedula albicollis) je malý pták z čeledi lejskovitých (Muscicapidae).

## Popis
O něco menší než vrabec (délka těla 12–13,5 cm). Samec je černobíle zbarvený, přičemž bílá je spodina těla, čelo, široký obojek přes krk a týl (odtud název), kostřec a pole v křídlech. Samice a mladí ptáci jsou zbarveni svrchu šedohnědě. Je velmi podobný příbuznému lejsku černohlavému (Ficedula hypoleuca), od nějž se samec liší bílým obojkem kolem krku; samice a mladí ptáci jsou obtížně odlišitelní, k nejlepším znakům patří větší rozsah bílého zbarvení na kořenech ručních letek.

## Hlas
Vábí tlumeným hvízdavým „ííp“, zpěv je složen z tónů podobných vábení ale delších a v různých výškách. Působí melancholicky.

## Rozšíření
Hnízdní areál sahá od jihovýchodního Švédska, východní Francie a jižního Německa východně po střed evropské části Ruska a Ukrajinu. Tažný, se zimovišti v Africe.
Hnízdí v opadavých lesích, zahradách a parcích.

## Výskyt v Česku
V České republice hnízdí hlavně v nižších polohách ve východní polovině státu (nejpočetněji na jižní Moravě), přičemž západněji jeho početnost znatelně klesá a na západě Čech již téměř chybí. Velikost hnízdní populace byla v letech 2001–2003 odhadnuta na 35–70 tisíc párů.

## Potrava
Živí se různými druhy hmyzu a jeho larvami, hlavně housenkami, které sbírá z listí, zdí a země nebo chytá v letu ale také malými pavouky. na konci léta požírá bobule.

## Hnízdění

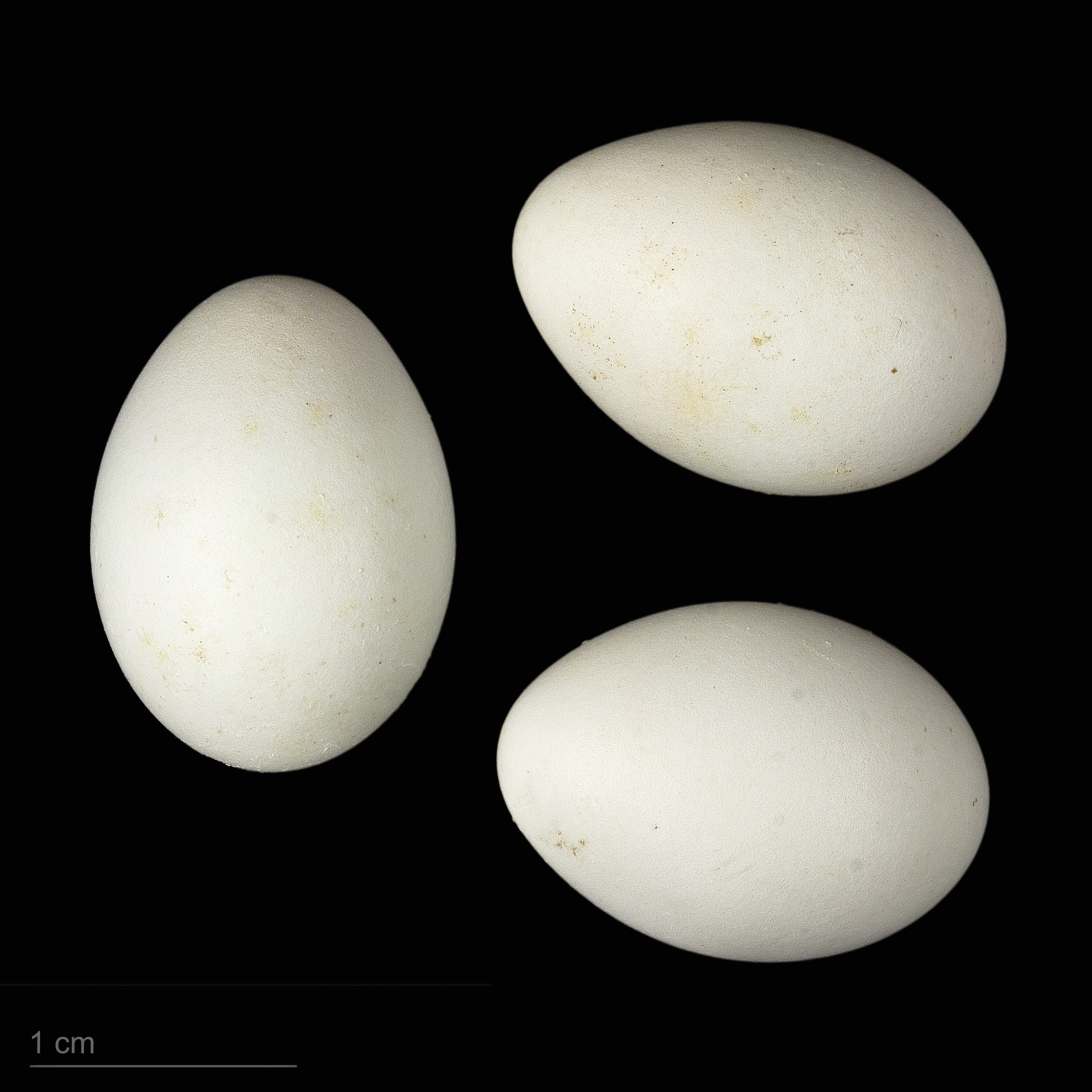
Ficedula albicollis

Hnízdí v dutinách stromů nebo budkách od května do července a to jedenkrát ročně. Hnízdní budka o výšce 20 cm s rozměry dna 14×14 cm a svisle oválným vletovým otvorem 30×45 cm v průměru musí být vyvěšována na konci dubna a na podzim odebírána, neboť silnější sýkory koňadry si budku přes zimu vyhlédnou a v průběhu dubna ji obsadí. Slabší lejskové pokoušející se budku obsadit v květnu po návratu ze zimovišť jimi mohou být i usmrceni. Hnízdo staví ze stébel, kořínků, větviček, kůry a listí. Vystýlá jej peřím a chlupy. V jedné snůšce bývá 4–7 (1–8) 18,1 × 13,3 mm velkých, tyrkysově modrých vajec. Na vejcích sedí samotná samice 12–14 dní, vylíhlá mláďata krmí oba rodiče na hnízdě 14–16 dní. Po vylétnutí jsou ještě dalších 14 dní přikrmována.

### Video
- Jarmila Kačírková: Lejsek bělokrký (Ficedula albicollis) Bystřička, ČR, 21.5.2019. Dostupné online.